# Emma (Charlotte Brontë)
Emma è un romanzo, rimasto incompiuto, della scrittrice inglese Charlotte Brontë.
Del romanzo Brontë scrisse soltanto i primi due capitoli e dalla loro pubblicazione, avvenuta postuma, ben due autrici hanno tentato di "completarlo", pubblicando romanzi che aggiungevano ai due capitoli originali il resto della storia scritta di proprio pugno: la scrittrice Constance Savery scrisse Emma (1980) e Clare Boylan un romanzo conosciuto come Emma Brown (2003).

## Versione originale (Emma)
Brontë iniziò a scrivere Emma intorno al 1853, appena dopo aver concluso la scrittura del romanzo Villette. Charlotte morì due anni dopo, nel 1855, lasciando del manoscritto soltanto i primi due capitoli, per un totale di venti pagine. Fu pubblicato postumo soltanto nel 1861 dal suo editore, W. M. Thackeray, che ne curò anche la prefazione.
A rallentare i progressi verso il completamento del romanzo furono, probabilmente, le condizioni di salute dell'autrice e il matrimonio, avvenuto nel 1854 con un reverendo che non vedeva di buono occhio la passione per la scrittura di Charlotte.
L'unica traduzione italiana è stata pubblicata nel 2016 dalla casa editrice flower-ed.

### Trama
La signorina Mabel Wilcox, proprietaria di un prestigioso collegio privato femminile, incontra il ricco signor Conway Fitzgibbon, padre di una ragazzina di nome Matilde Fitzgibbon. Il signor Fitzgibbon chiede che la figlia venga educata nella ricca scuola e, dopo averla lasciata alle cure della signorina Wilcox, riparte. Fatte delle ricerche sull'uomo e sulla famiglia di Matilde, si viene tuttavia a sapere che una famiglia con il nome Fitzgibbon non esiste affatto, e che la giovane Matilde, incapace essa stessa di fornire informazioni circa la propria vera identità o quella dell'uomo che l'ha condotta al collegio, non è dunque ricca né si chiama davvero Matilde Fitzgibbon.

## Emma (1980)
Nel 1980 la scrittrice inglese Constance Savery, autrice di oltre cinquanta tra romanzi e libri per l'infanzia, tenta di completare il romanzo di Charlotte Brontë partendo dai due capitoli iniziali scritti dall'autrice. Il romanzo, pubblicato come Emma, written by Charlotte Brontë and Another Lady, comprende circa 200 pagine, le prime 17 scritte da Charlotte Bronte e le restanti 181 scritte da Savery. Il romanzo ebbe un discreto successo e venne tradotto in spagnolo, olandese e russo.
La prima edizione non riportava il nome di Savery, che veniva identificata soltanto con l'appellativo da lei scelto di "Another Lady"; soltanto l'edizione russa riporta anche il nome completo dell'autrice

## Emma Brown (2003)
Nel 2003, Clare Boylan scrive e pubblica un'ulteriore versione del romanzo di Brontë, Emma Brown. Continuando la storia presentata negli unici due capitoli scritti da Charlotte Brontë, l'autrice elabora un romanzo di genere giallo nel quale due dei personaggi in essi descritti, ovvero la vedova Chalfont, anche narratrice della storia, e l'avvocato William Ellin decidono di lavorare insieme per risolvere l'enigma dell'identità misteriosa della ragazzina che si presenta con il falso nome di Matild Fitzgibbon.
Nella postfazione al romanzo l'autrice afferma di aver elaborato la scrittura dello stesso facendo appello agli studi e agli scritti di numerosi studiosi esperti di Charlotte Brontë, della sua prosa e del suo stile letterario.

## Critica
La versione di Boylan del romanzo ricevette un'accoglienza molto positiva, sebbene venne descritta come non fedele allo stile e alla voce di Charlotte Brontë. Secondo il Telegraph. Boylan "trasmette ben poco del profondo quadro morale e teologico che sosteneva la scrittura di Charlotte Brontë"
La versione di Savery ricevette critiche simili: ebbe un gran successo nell'immediato e ricevette pareri positivi dal pubblico ma non dalla critica, che lo definì molto diverso dallo stile di Brontë. Il New York Times scrisse a proposito: "Se Emma non avesse alcuna connessione con Charlotte Bronte, lo si potrebbe tranquillamente accettare come un buon romanzo: la delirante sequenza di eccitanti eventi tiene alta l'attenzione e offre un diversivo. Ma non è il libro che avrebbe scritto Brontë".